# Pokémon Mystery Dungeon
Pokémon Mystery Dungeon (ポケモン不思議のダンジョン?, Pokemon fushigi no danjon) è una serie di videogiochi sviluppata da Spike Chunsoft (fino al 2012 Chunsoft) e pubblicata da Nintendo. Spin-off della serie di videogiochi Pokémon, fa parte della serie Mystery Dungeon. In tali giochi i Pokémon hanno la capacità di parlare il linguaggio umano e lo scopo del gioco è esplorare labirinti (i cosiddetti "dungeon misteriosi") generati casualmente, nei quali combattono altri Pokémon, raccolgono oggetti e cercano di raggiungere il piano successivo, terminando le esplorazioni dopo un numero fisso di piani. Il tutto avviene attraverso un sistema a turni.

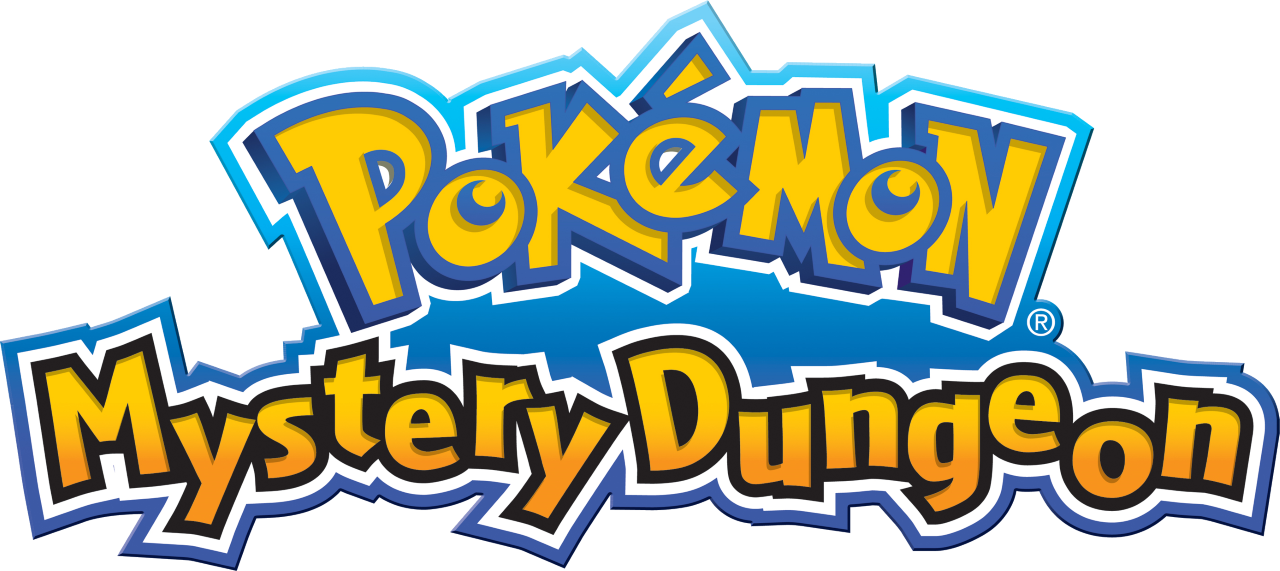
Logo della serie

I titoli della serie sono stati pubblicati su Game Boy Advance, Nintendo DS, Wii (attraverso il canale WiiWare), Nintendo 3DS e Nintendo Switch.
La serie ha venduto complessivamente oltre 16,50 milioni di copie: 5,85 milioni dai titoli Squadra rossa e Squadra blu, 6,37 milioni di copie vendute dai titoli Esploratori, 1,37 milioni di copie vendute da Portali sull'Infinito, 1,65 milioni di copie vendute da Super Mystery Dungeon e 1,26 milioni di copie vendute da Squadra di soccorso DX.
Dai videogiochi sono stati tratti tre speciali televisivi anime e due manga.

## Videogiochi
I videogiochi che fanno parte della serie Pokémon Mystery Dungeon sono:
- Pokémon Mystery Dungeon: Squadra rossa e Squadra blu (2005)
- Pokémon Mystery Dungeon: Esploratori del tempo ed Esploratori dell'oscurità (2007)
- Pokémon Mystery Dungeon: Esploratori del cielo (2009)
- Pokémon Mystery Dungeon: Susume! Honō no bōken-dan (ポケモン不思議のダンジョン すすめ！炎の冒険団?) (2009)
- Pokémon Mystery Dungeon: Ikuzo! Arashi no bōken-dan (ポケモン不思議のダンジョン いくぞ！嵐の冒険団?) (2009)
- Pokémon Mystery Dungeon: Mezase! Hikari no bōken-dan (ポケモン不思議のダンジョン めざせ！光の冒険団?) (2009)
- Pokémon Mystery Dungeon: I portali sull'infinito (2012)
- Pokémon Super Mystery Dungeon (2015)
- Pokémon Mystery Dungeon: Squadra di soccorso DX (2020)

## Anime
Sono stati prodotti tre episodi basati sui videogiochi della serie Pokémon Mystery Dungeon:
- Pokémon Mystery Dungeon (ポケモン不思議のダンジョン 出動ポケモン救助隊ガンバルズ！?) (2006)
- Pokémon Mystery Dungeon: Esploratori del tempo e dell'oscurità (ポケモン不思議のダンジョン 時の探検隊・闇の探検隊?) (2007)
- Pokémon Mystery Dungeon: Esploratori del cielo (ポケモン不思議のダンジョン 空の探検隊 時と闇をめぐる 最後の冒険?) (2009)

## Manga
Dai videogiochi sono stati tratti due manga, disegnati da Makoto Mizobuchi:
- Pokémon Mystery Dungeon: Ginji no kyūjotai (ポケモン不思議のダンジョンギンジの救助隊?) (2006)
- Pokémon Mystery Dungeon: En no tanken-tai (ポケモン不思議のダンジョン 炎の探検隊?) (2008)